# Maître de Waha
Pour les articles homonymes, voir Waha (homonymie).

Saint Sébastien, Marche-en-Famenne, Famenne & Art Museum.

Le Maître de Waha est un sculpteur flamand anonyme actif dans la première moitié du XVIe siècle dans les environs de Marche-en-Famenne, en Belgique.

## Biographie
Celui que l’on appelle aussi le « Maître du Calvaire de Waha » doit son nom d’emprunt à la présence  d’un calvaire — ensemble de trois sculptures évoquant la Crucifixion — au sein de l’église Saint-Étienne de Waha (à 3 km de Marche-en-Famenne) ayant servi de référent.

## Contexte artistique
Les années 1450-1460 voient l'apogée du style gothique : construction des cathédrales d'Anvers, de Malines, etc., et des hôtels de ville de Bruxelles, de Louvain…
Au début du XVIe siècle, les Pays-Bas méridionaux sont le théâtre d’un bouillonnement artistique qui marquera un pas décisif dans l’histoire de l'art.
Alors que les Primitifs flamands et les villes brabançonnes rayonnent par la perfection technique de leur art, à Marche-en-Famenne ou dans sa région, un sculpteur est à l’ouvrage. S’il connaît les réalisations de ses concurrents anversois et bruxellois, il s’en inspire mais pas trop. Ses créations se caractérisent, en effet, par plus d’ardeur — pouvant tirer vers la caricature — et une volonté d’empathie avec le quotidien des gens.
À la raideur et à la froide beauté des statues du Nord, il oppose la saveur, la spontanéité et l’ouverture d’esprit d’un art humble. 

## Typologie des sculptures
(septembre 2023).

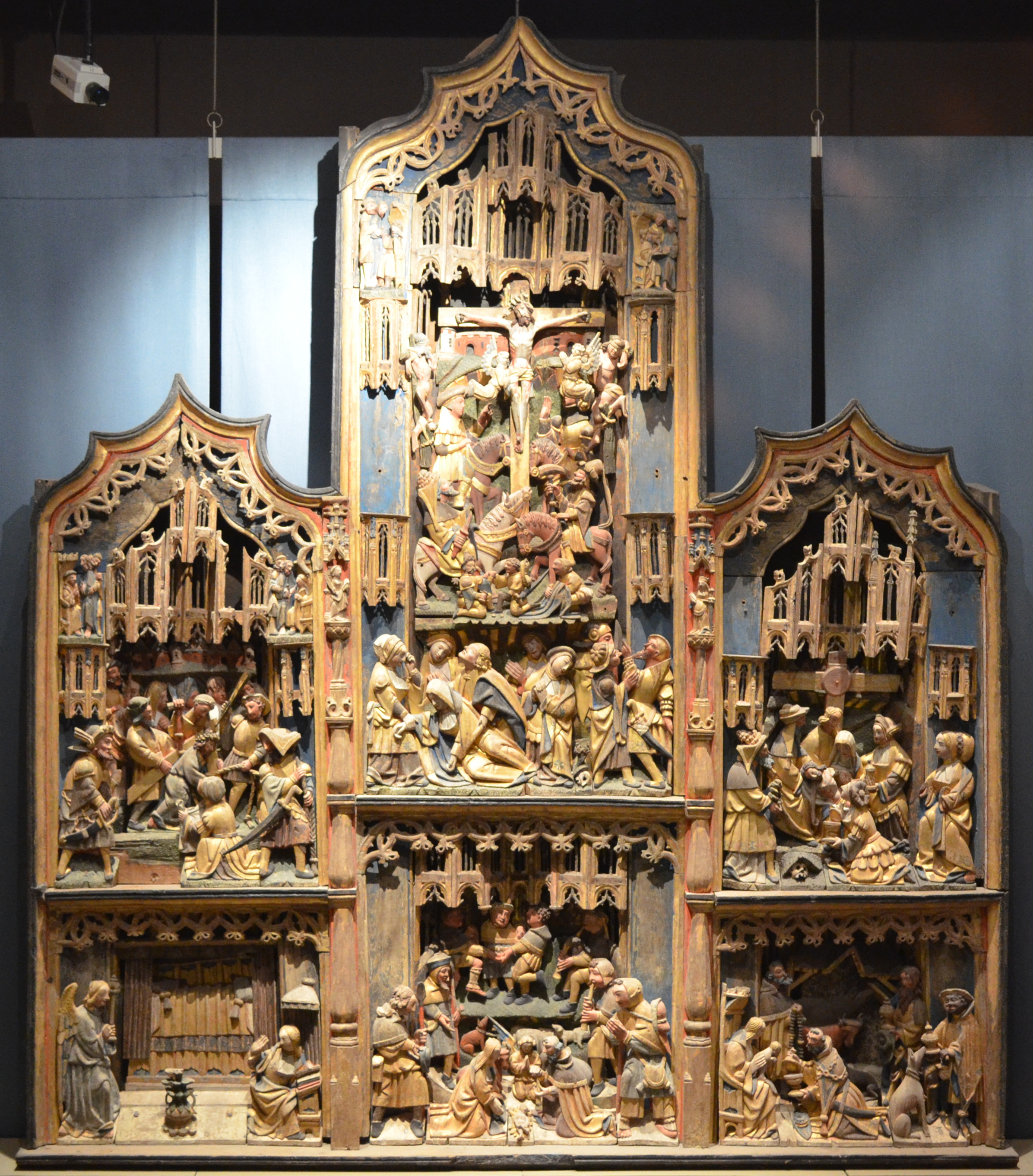
Retable dit « de Belvaux », vers 1530-1540, Belvaux, chapelle Saint-Laurent.

C’est sur base des caractéristiques communes qu’une quarantaine de sculptures religieuses et un retableont été regroupés et  reconnus comme ayant été exécutés par le Maître de Waha (ou au sein de son atelier). 
Concernant les caractéristiques de son œuvre, Michel Lefftz et Muriel van Ruymbeek observent que : « pour la plupart, les corps sont longs et minces tandis que les têtes sont petites. Lorsqu'il est présenté debout, le personnage avance une jambe, il est figuré sur une base polygonale ou en forme de tertre gazonné, comme les statues du maître du calvaire de Lesve. La tête est tournée et inclinée. Les mains sont souvent grandes voire très grandes et peu modelées. Le corps drapé et le visage sont asymétriques, les épaules tombantes […] Sauf exception, les femmes ont le visage asymétrique et allongé. Les arcades sourcilières sont incurvées, elles prolongent le nez et l'une est plus haute que l'autre. Les yeux en amande sont mi-clos par de grandes paupières couturées ou ouverts et ourlés. Le nez est très long et mince. La bouche est petite, les lèvres sont droites et minces. Le bas du visage, généralement assez large, s'achève habituellement par un menton pincé et avancé. Les cheveux forment de longues mèches épaisses, lisses ou ondulées. Les hommes ont le visage asymétrique allongé, les arcades sourcilières très incurvées, souvent en prolongement de l'arête du nez. Dans un certain nombre de cas, la racine du long nez est fortement marquée par un pli transversal à la rencontre du front, comme dans les œuvres du maître du calvaire de Lesve. La bouche est petite, les lèvres droites. Le bas du visage est large, le menton pincé et avancé. Les cheveux sont disposés en mèches ondulées très épaisses, souvent achevées par une spirale ponctuée par une petite boule ».
Ces traits communs sont au service de l’émotion. L’humilité est la préoccupation essentielle de cet artiste du gothique tardif.
L’examen dendrochronologique — technique étudiant des cernes de bois — réalisé par l'Institut royal du patrimoine artistique a, dans bien des cas, permis de dater les œuvres et de confirmer l’attribution des sculptures au Maître de Waha.

## Œuvres dans les collections publiques
- Beausaint, église Saint-Pierre[7].
- Belvaux, chapelle Saint-Laurent : retable, vers 1530-1540.
- Hargimont, chapelle Saint-Christophe[8].
- Hogne, église Saint-Étienne[9].
- Jemelle, église Sainte-Marguerite[10].
- Liège, Grand Curtius[11],[12].
- Louvain-la-Neuve, Musée L[13].
- Marche-en-Famenne, Famenne & Art Museum : Saint Sébastien, statuette.
- Namur :
  - cathédrale Saint-Aubain, trésor ;
  - musée des Arts anciens du Namurois ;
  - Musée diocésain.
- Nassogne, collégiale Saint-Monon[14].
- Septon, chapelle Saint-Étienne[15].
- Somal , chapelle Saint-Roch[16].
- Tavigny, église Saint-Remi[17].
- Waha, église Saint-Étienne.